# Biserica Sfinții Arhangheli Mihail și Gavriil din Luncani
Biserica Sfinții Arhangheli Mihail și Gavriil este un monument istoric aflat pe teritoriul satului Luncani; comuna Luna.

## Istoric și trăsături
Biserica a fost construită din piatră și var în anul 1795, la marginea satului, de către nobilul maghiar József Kemény, pentru iobagii români de pe moșia acestuia. A fost inițial biserică greco-catolică, până la interzicerea cultului de către comuniști.
Se remarcă ancadramentele, sculptate fiecare dintr-o singură bucată de piatră, ale ușii și ferestrelor. Biserica are formă de navă, cu turnul în partea de apus, iar pe latura de sud are un antreu închis, numit de localnici „comarnic”. prin care se face accesul în biserică. Iconostasul bisericii este din piatră zidită, cu 3 intrări. Biserica nu este pictată. La început a fost acoperită cu șindrilă, înlocuită apoi cu țiglă.
După construirea unei noi biserici din cărămidă, cu hramul „Sfântul Ioan Botezătorul“, a cărei piatră de temelie a fost pusă de mitropolitul Bartolomeu Anania la data de 24.06.1995, biserica veche e folosită drept capelă pentru cimitirul aflat lângă biserică.

## Vezi și
- Luncani, Cluj
- Sfinții Arhangheli Mihail și Gavriil

## Imagini din exterior

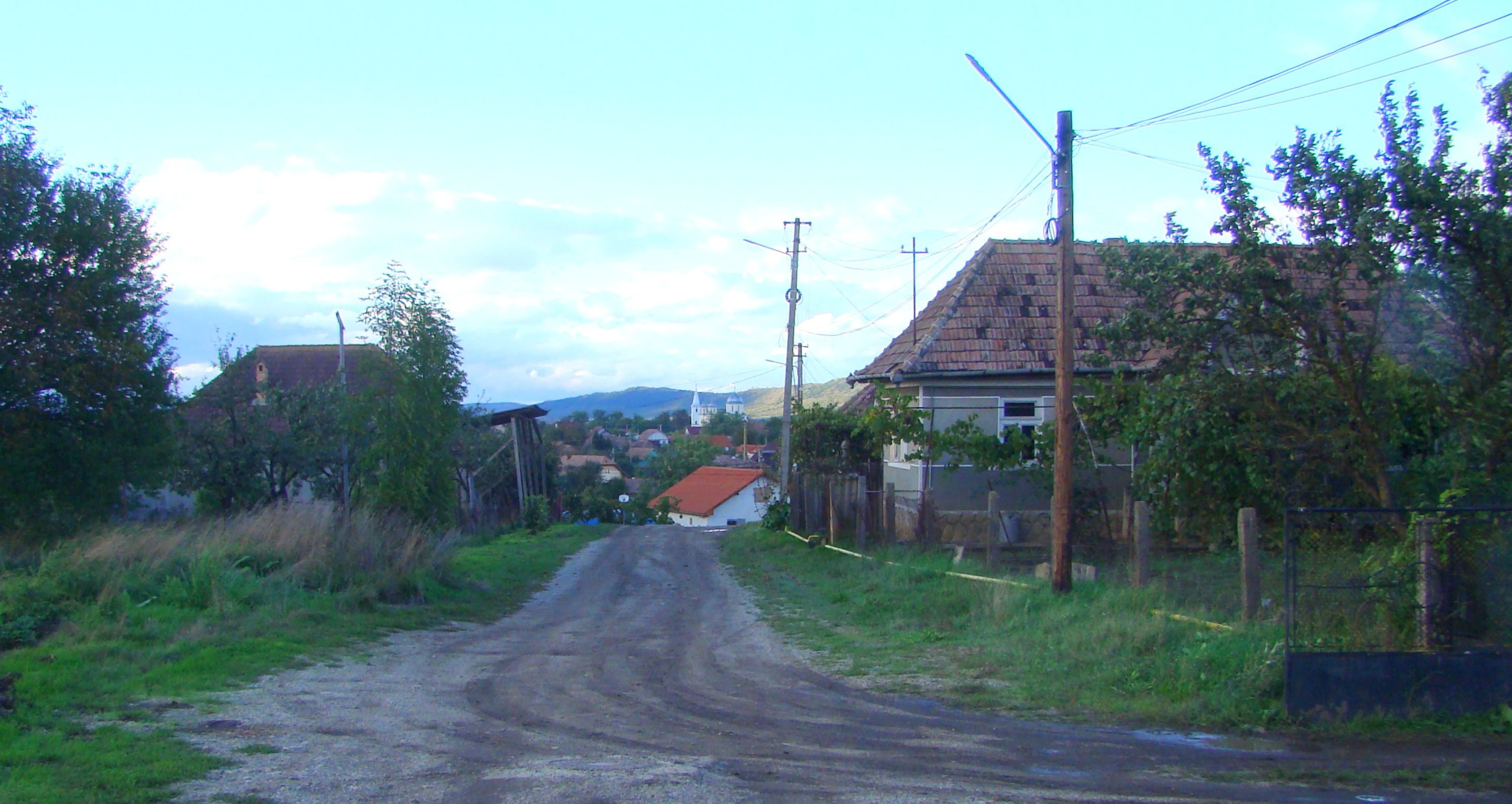
Drumul spre biserică
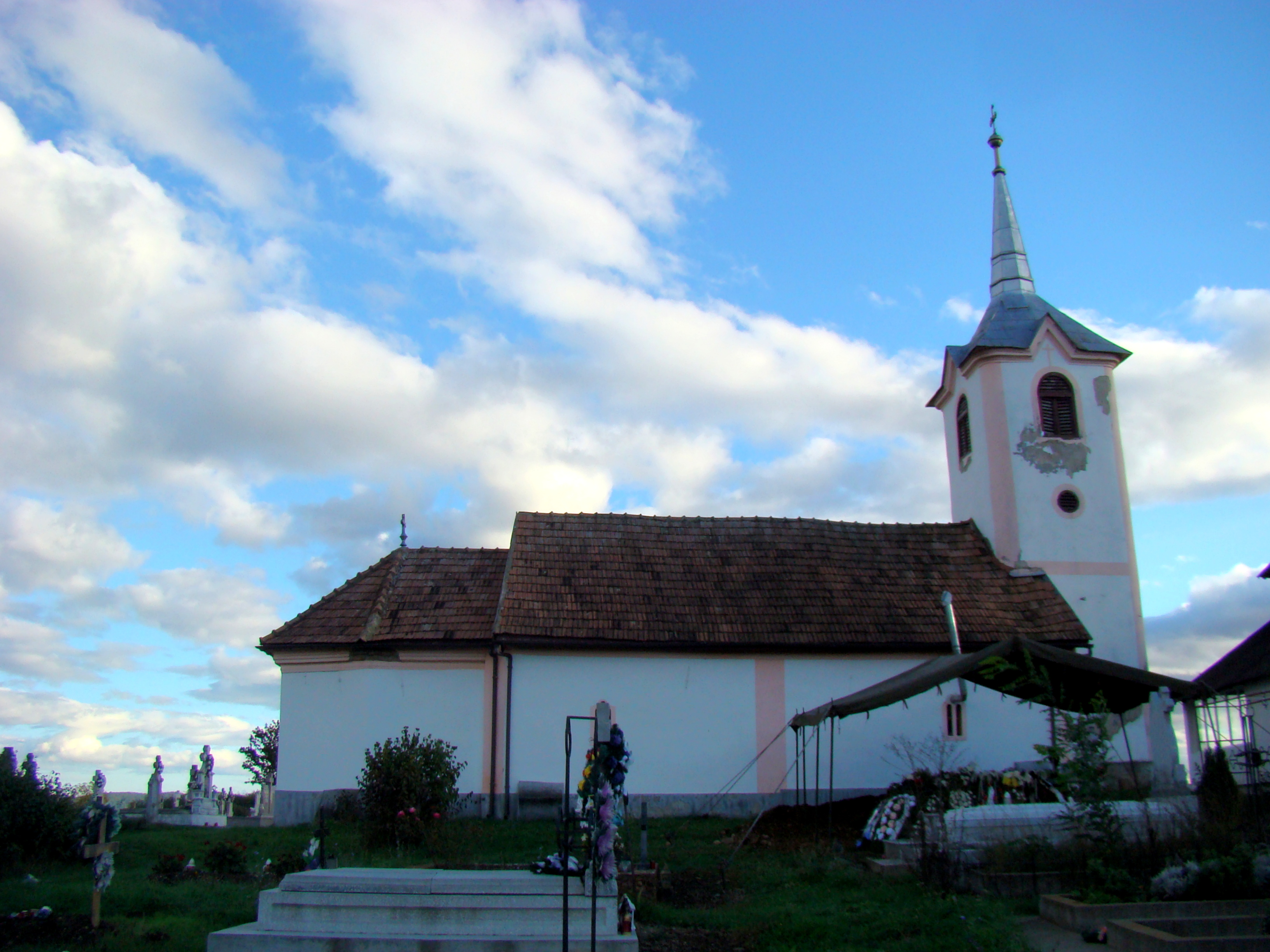
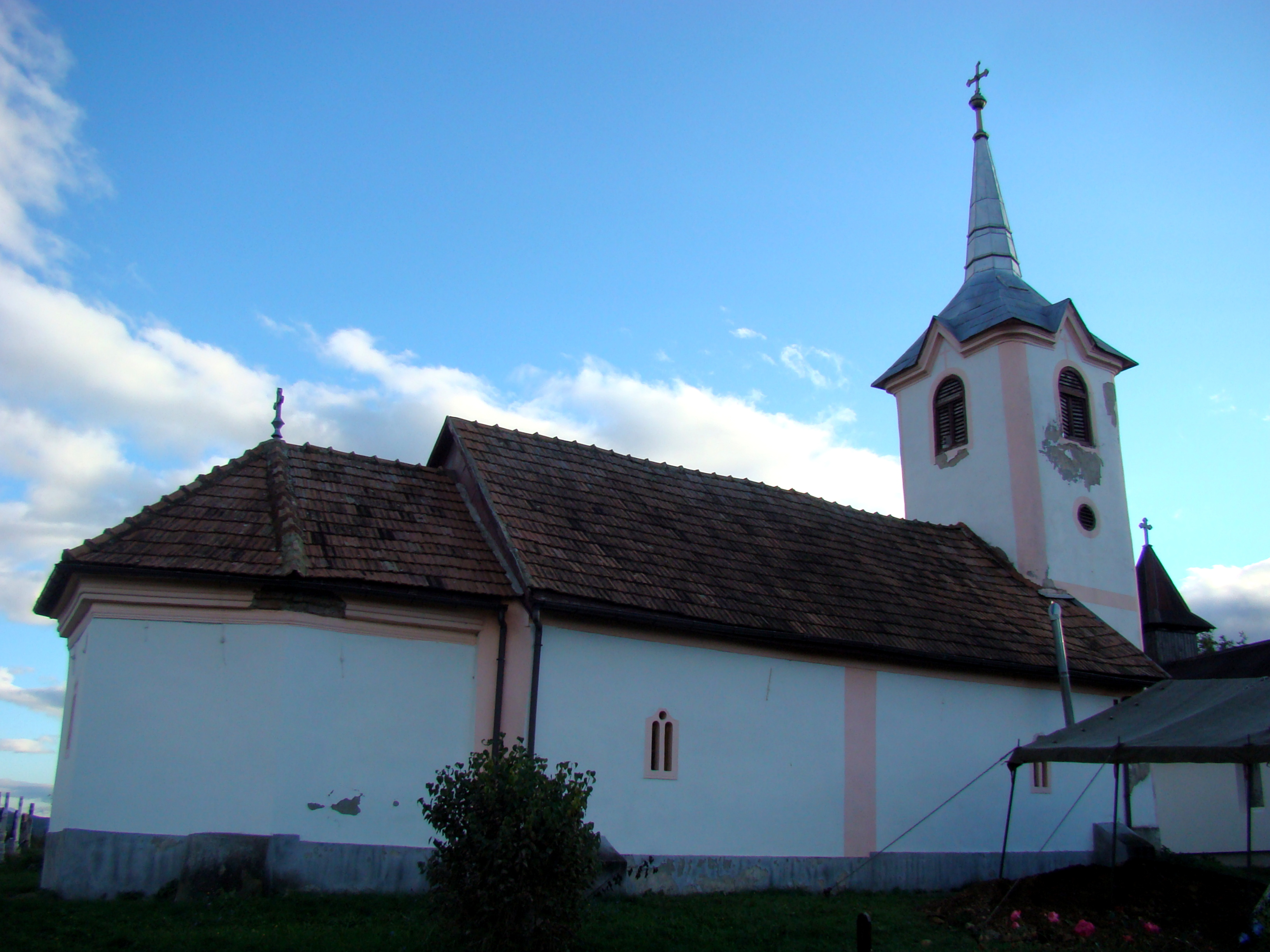
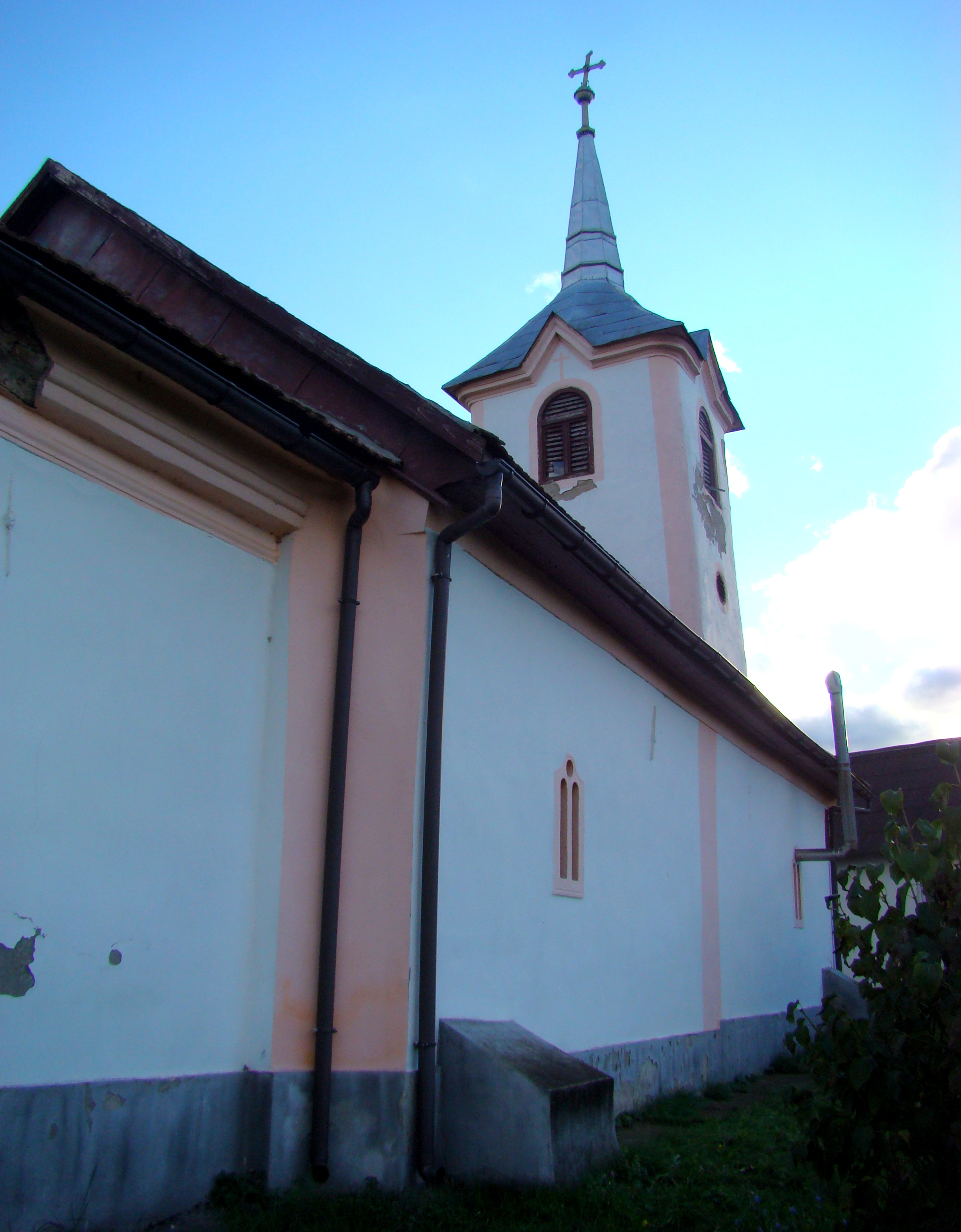
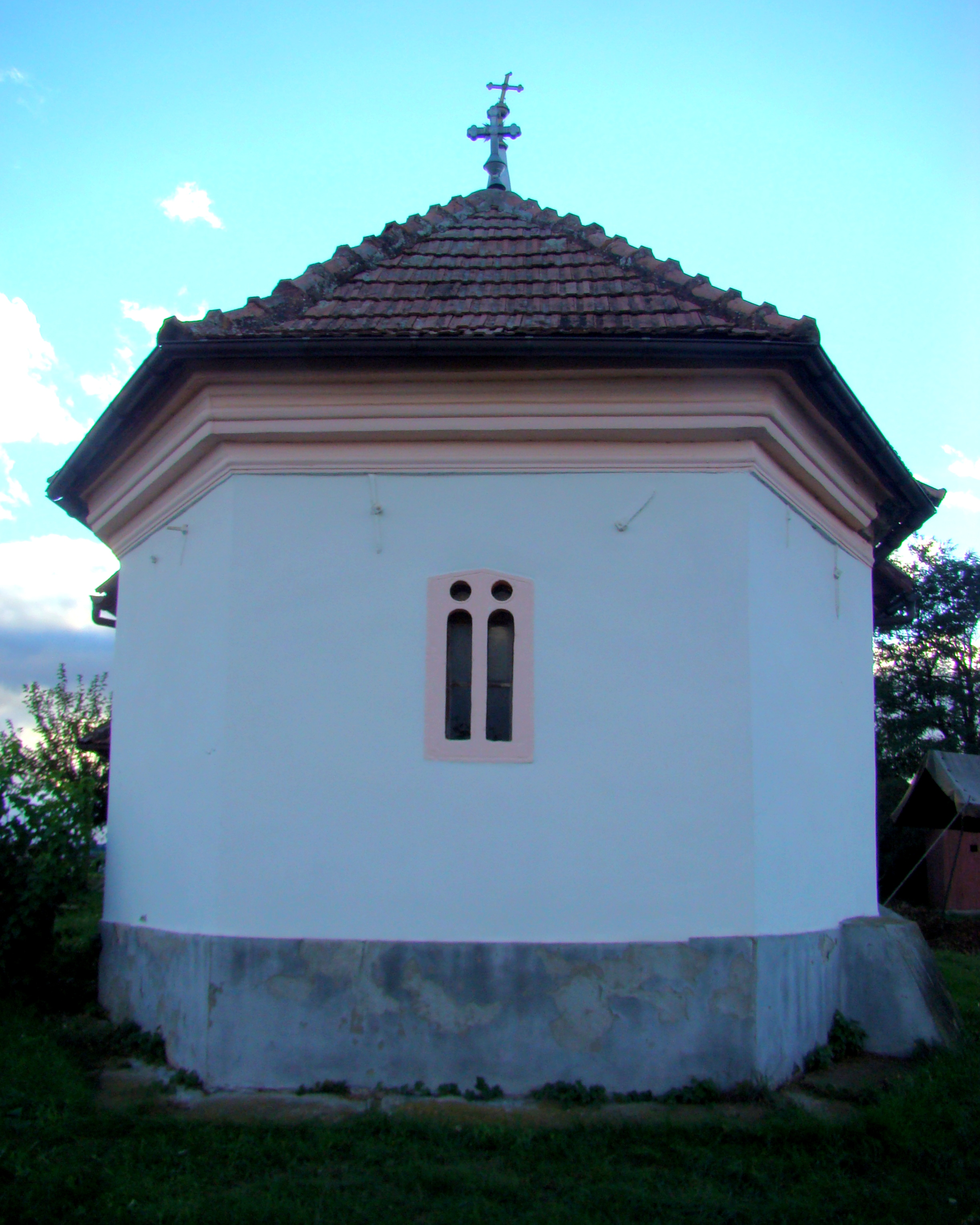
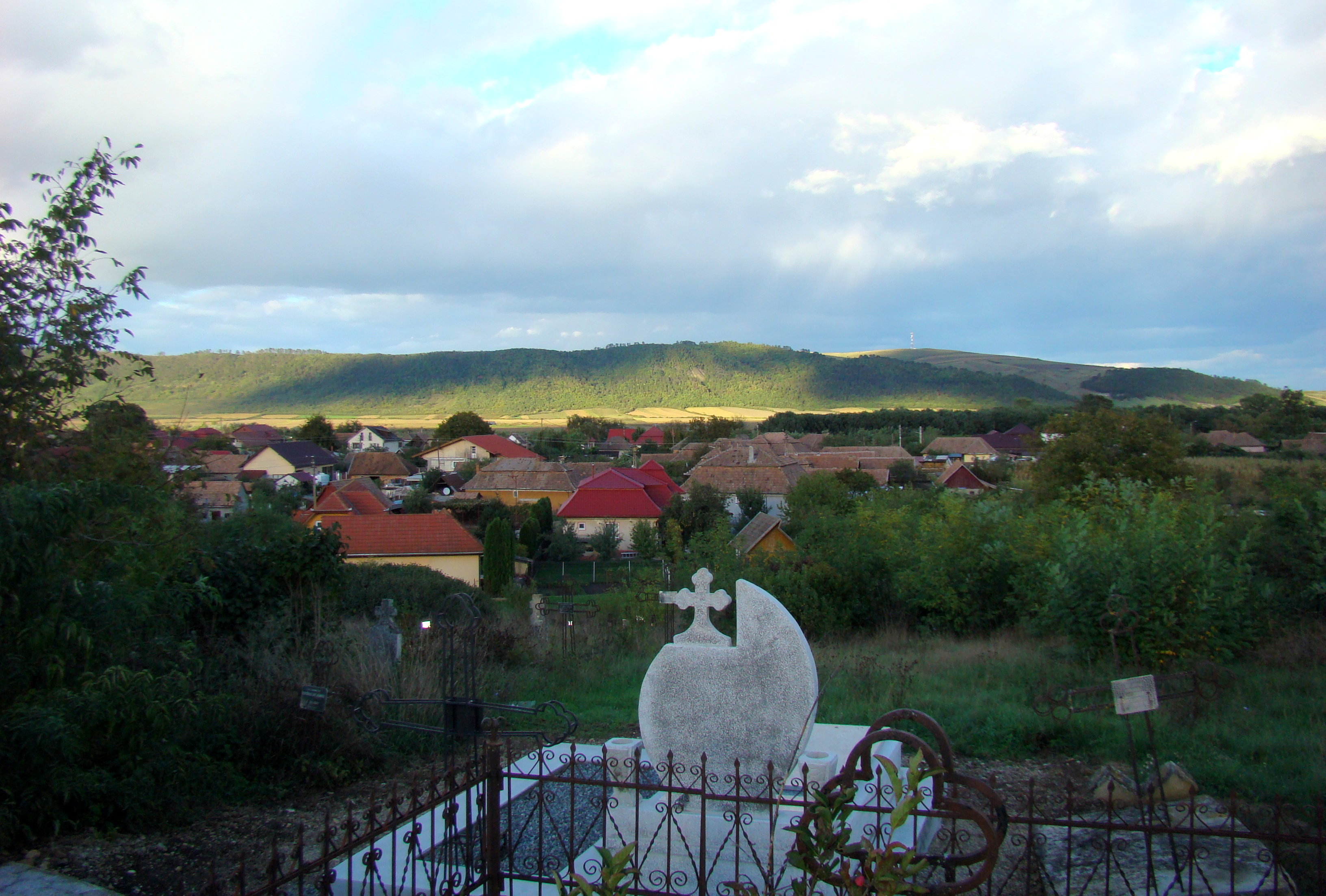
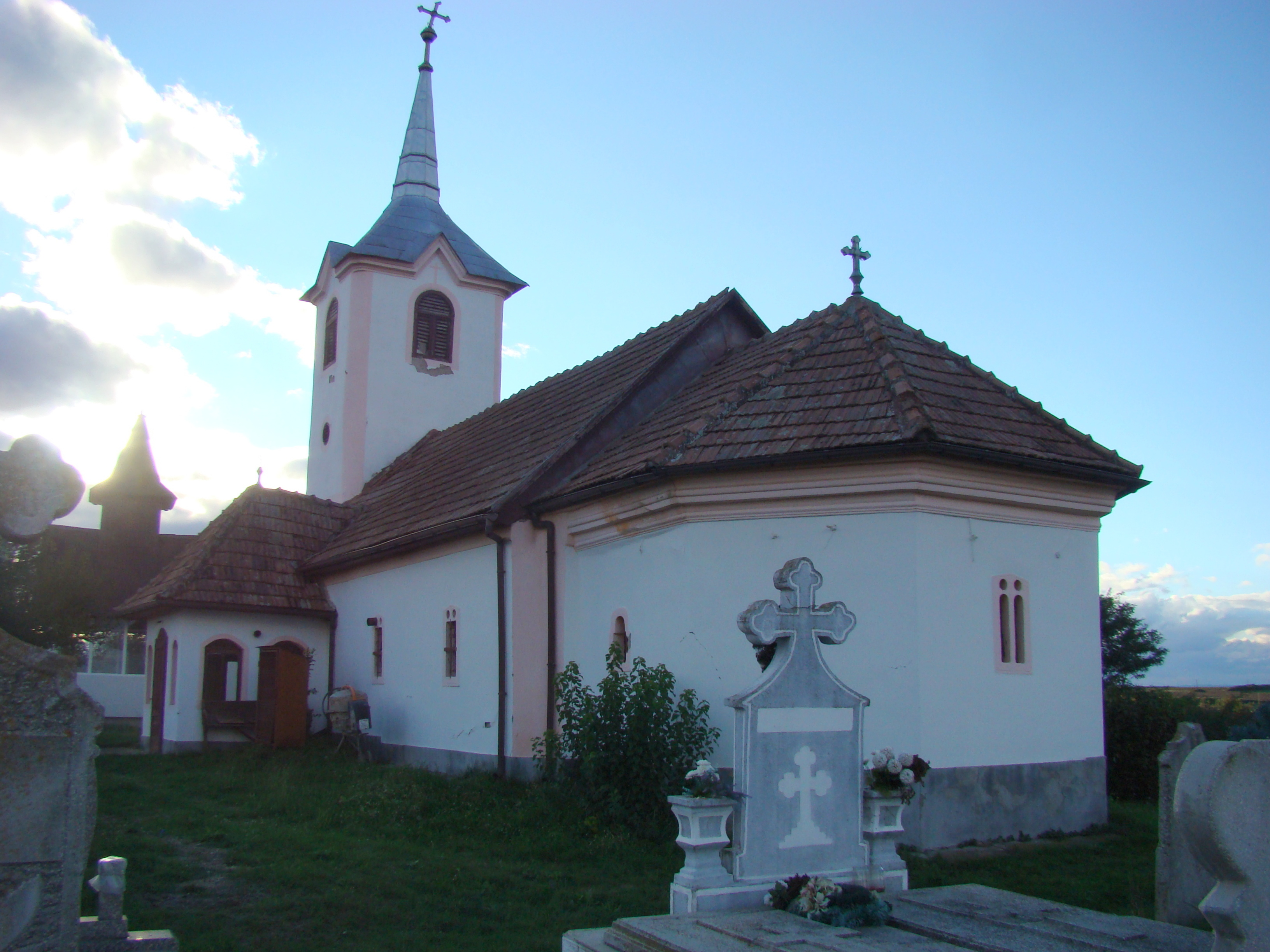
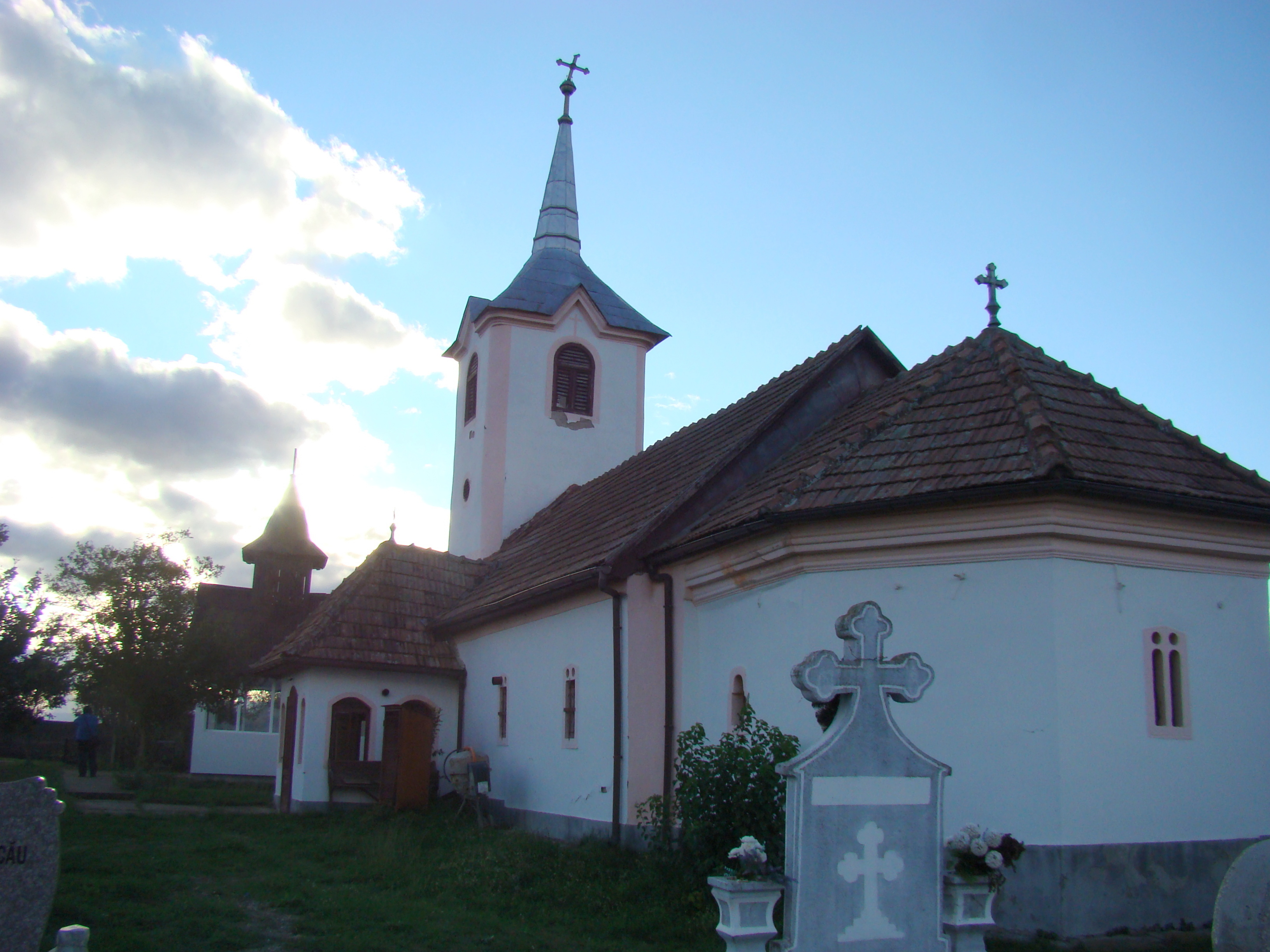
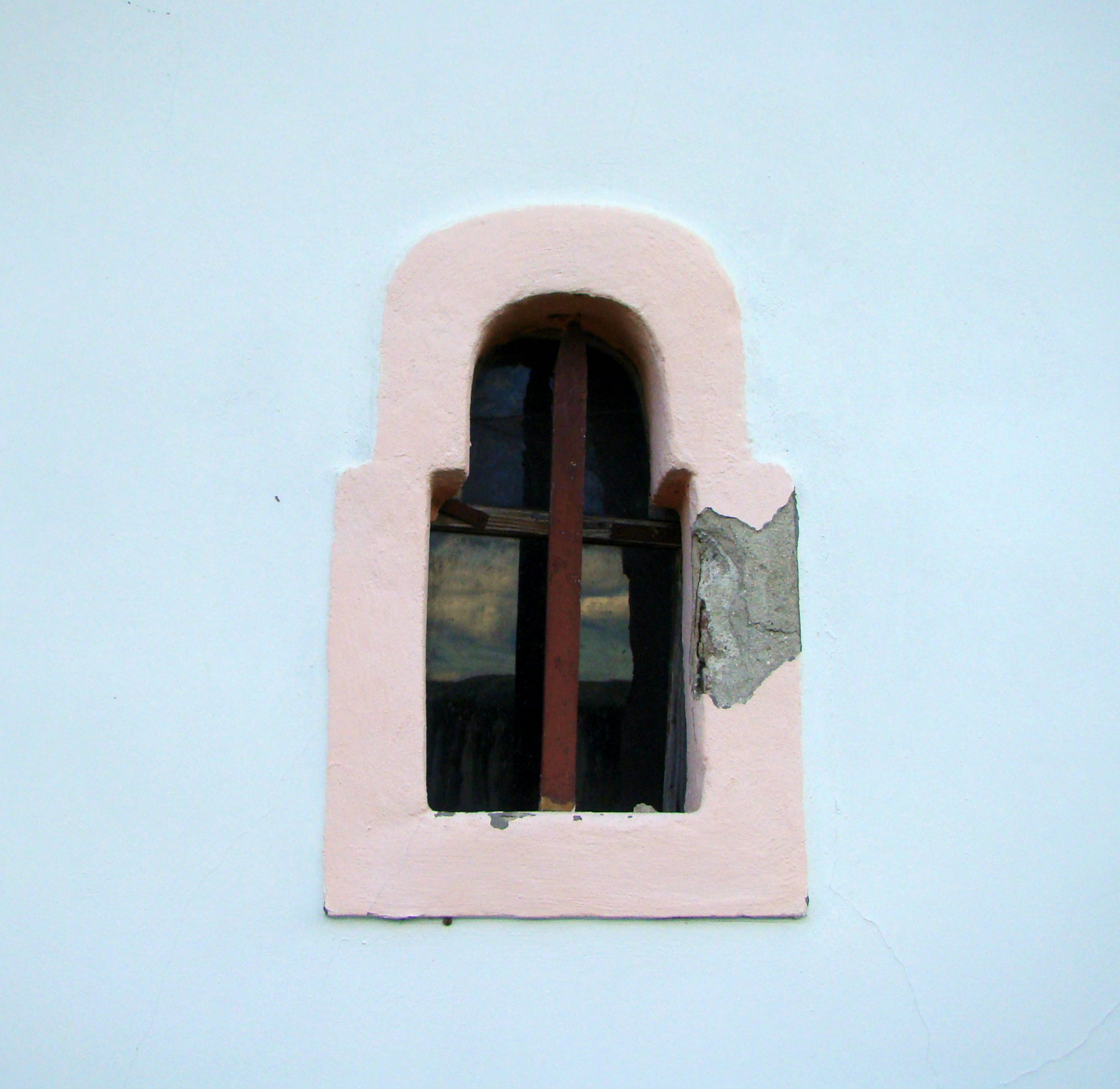
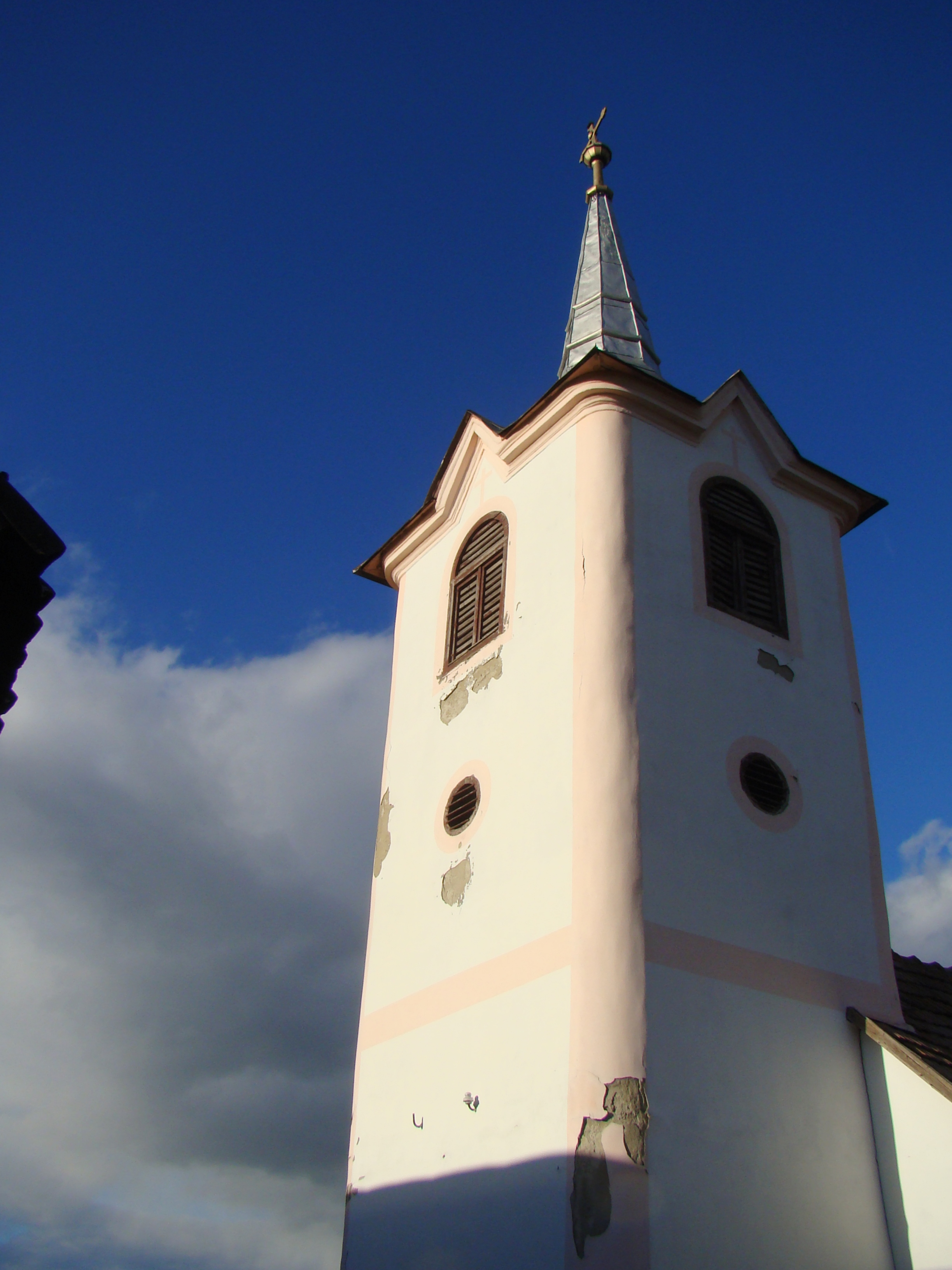
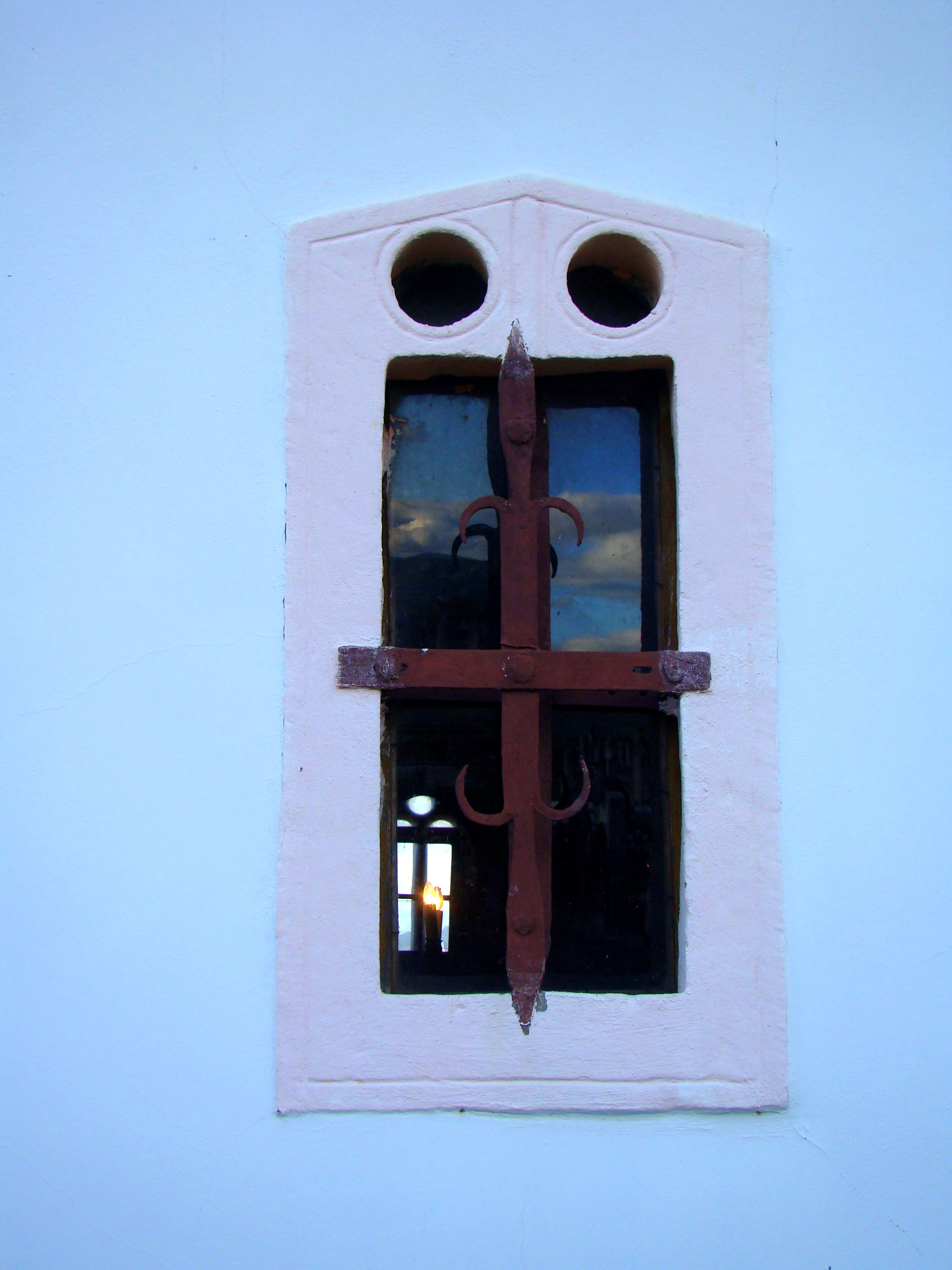
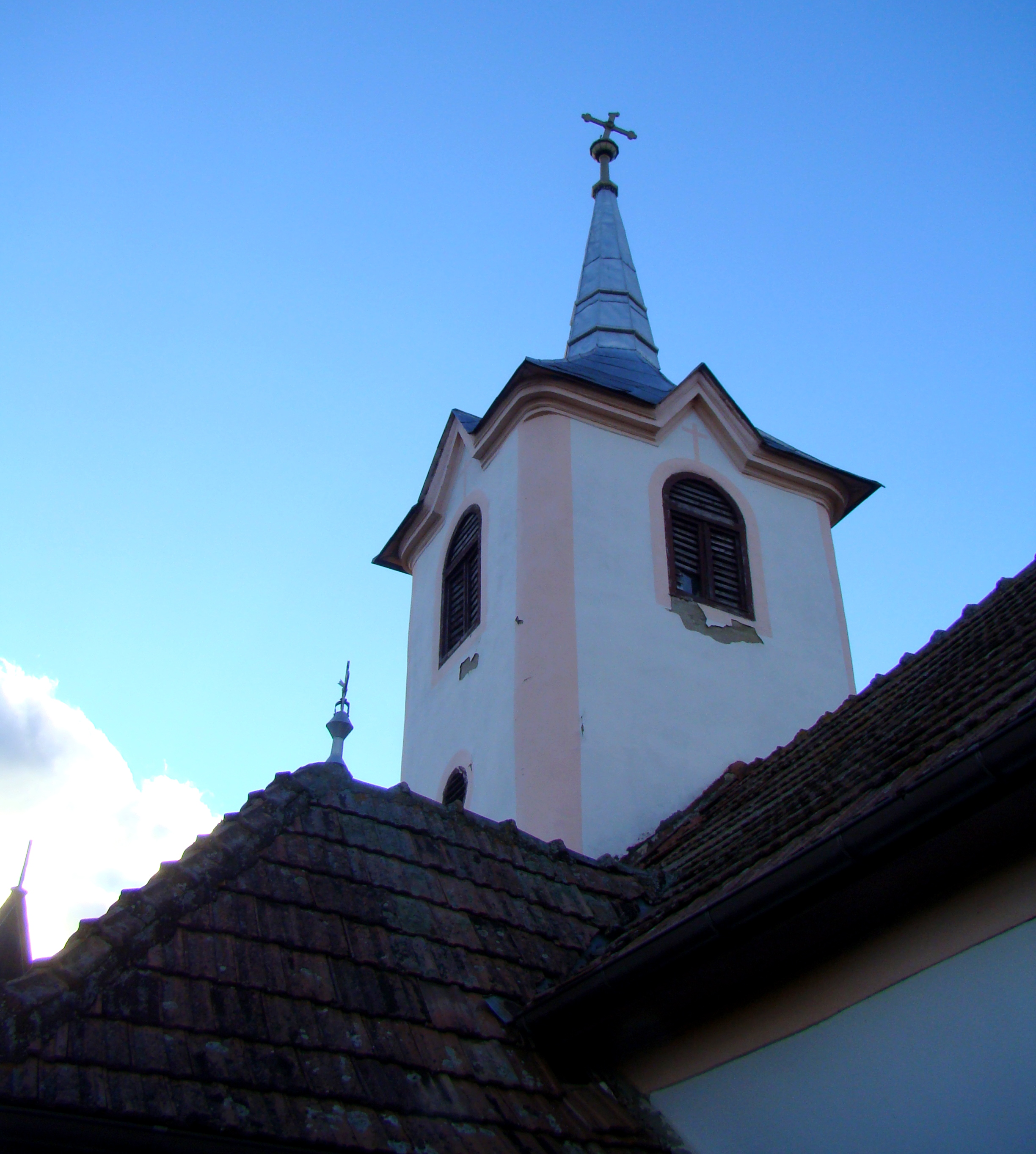
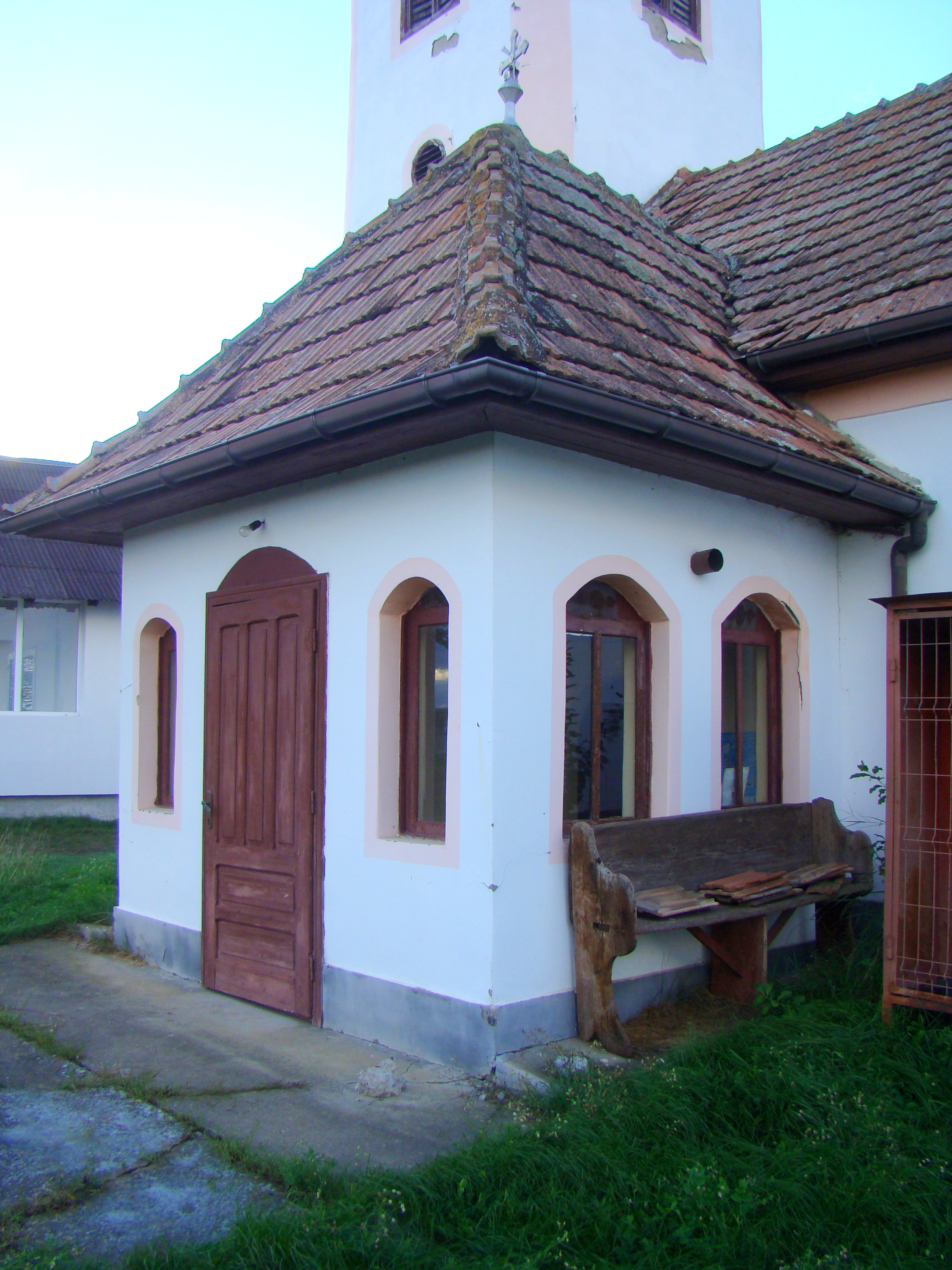
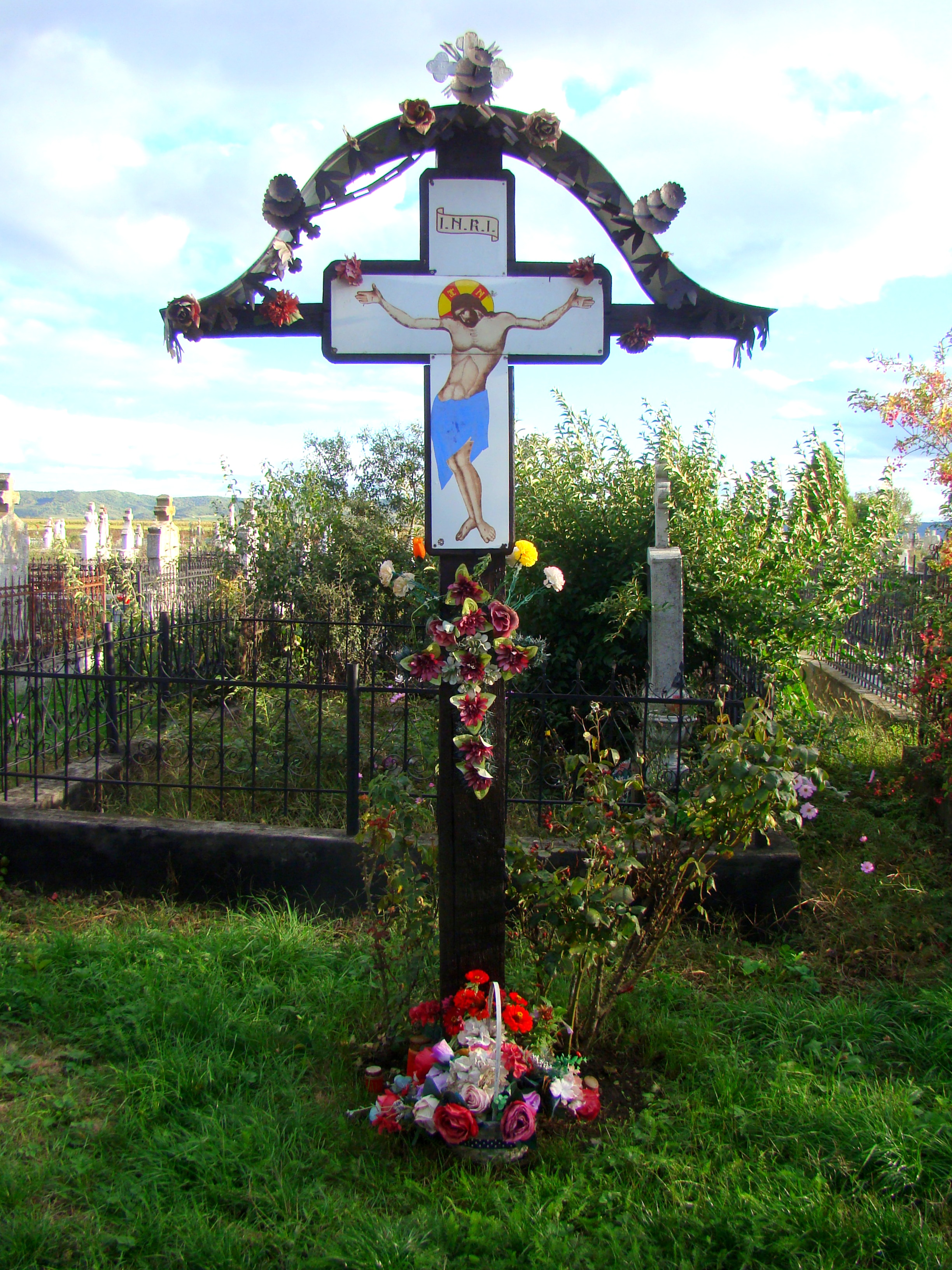
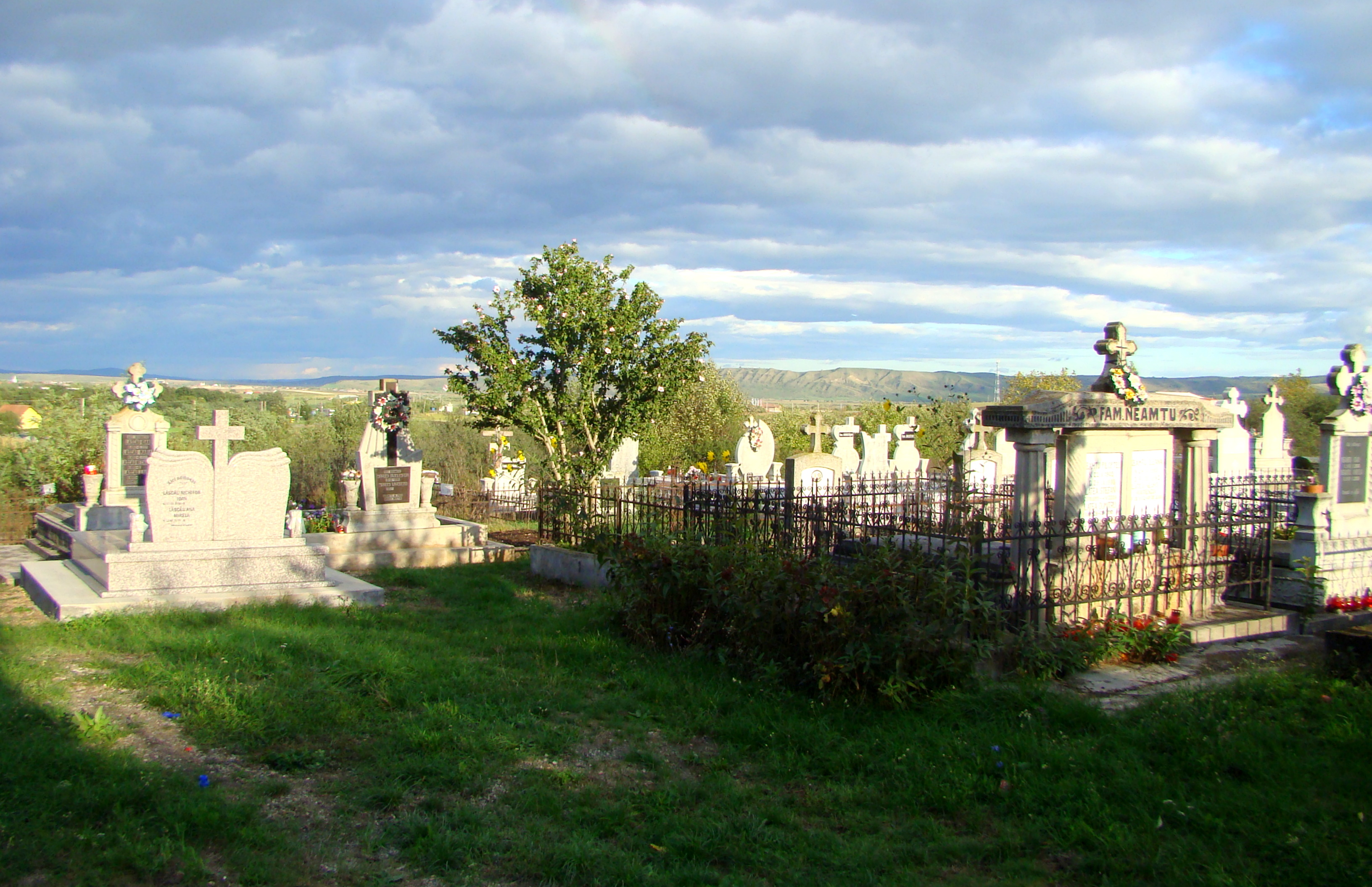
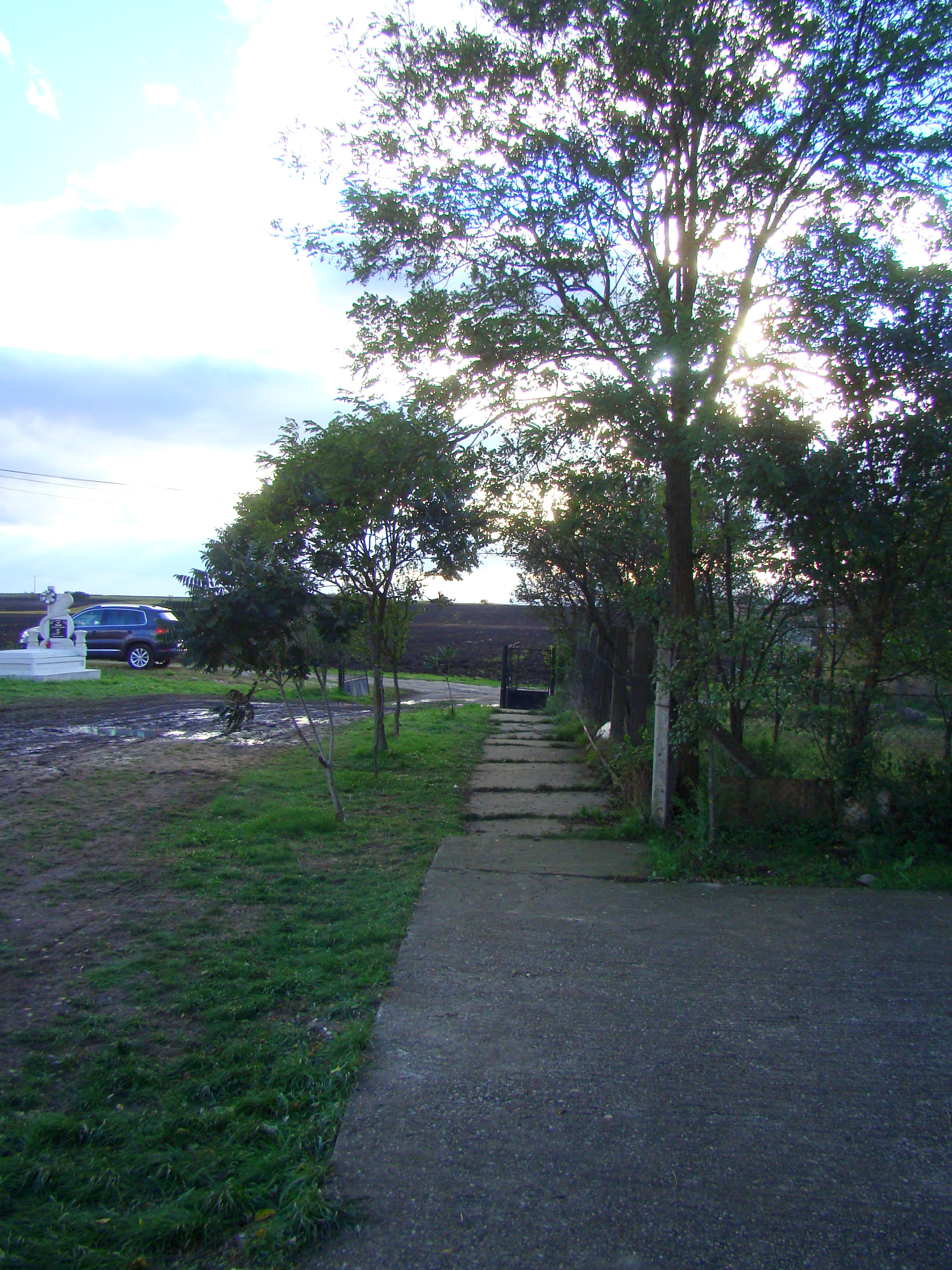
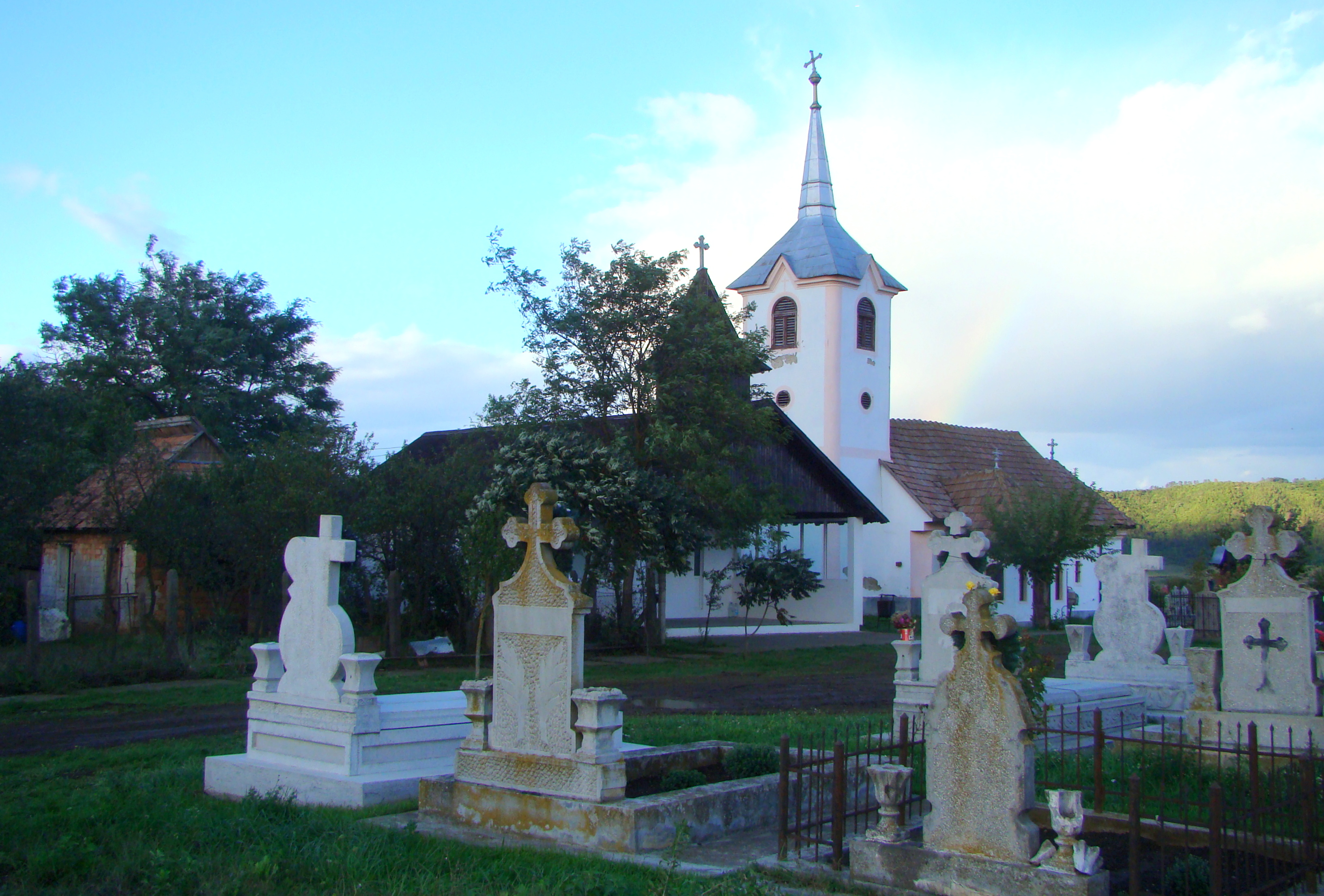
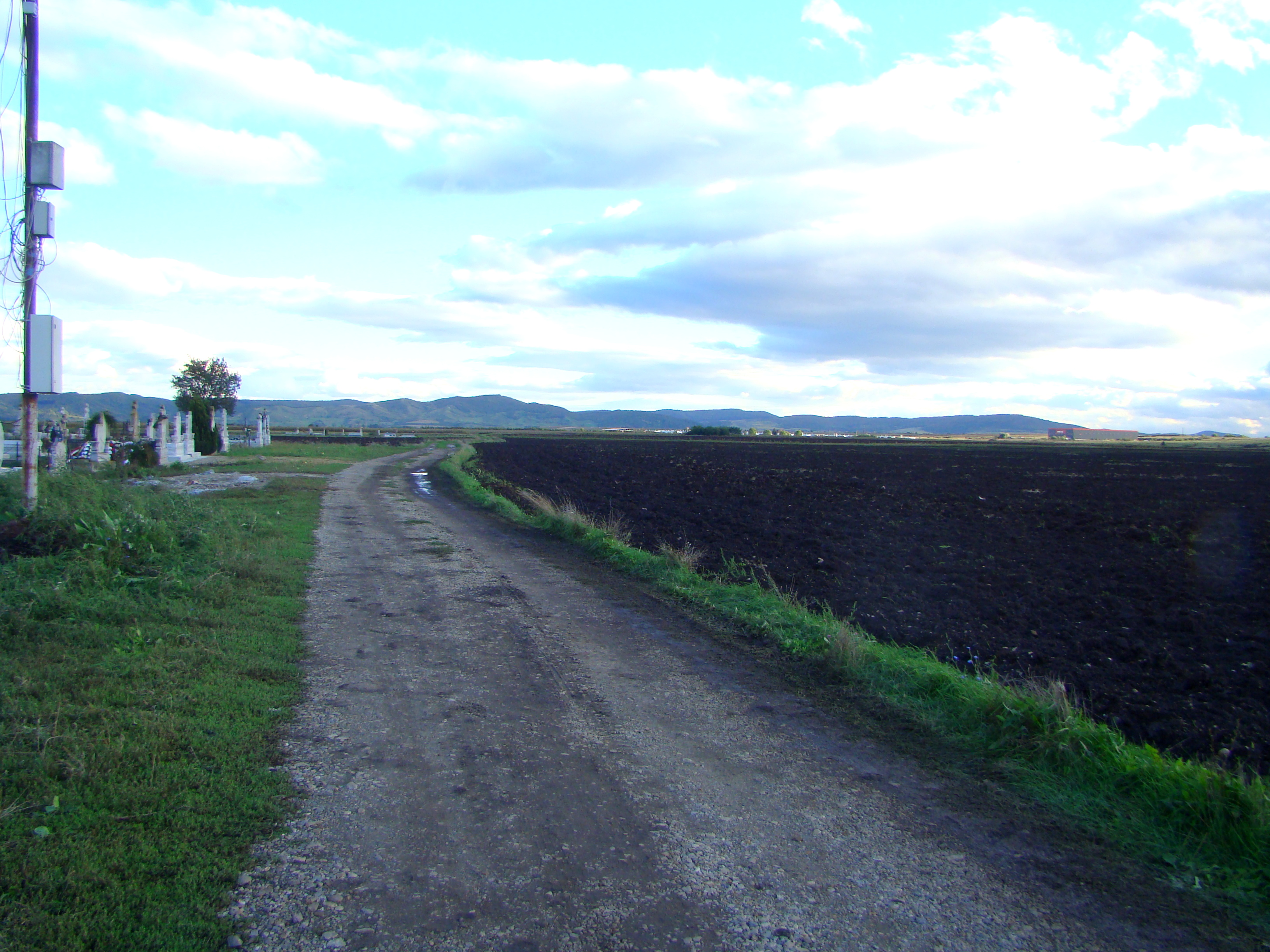
Împrejurimi
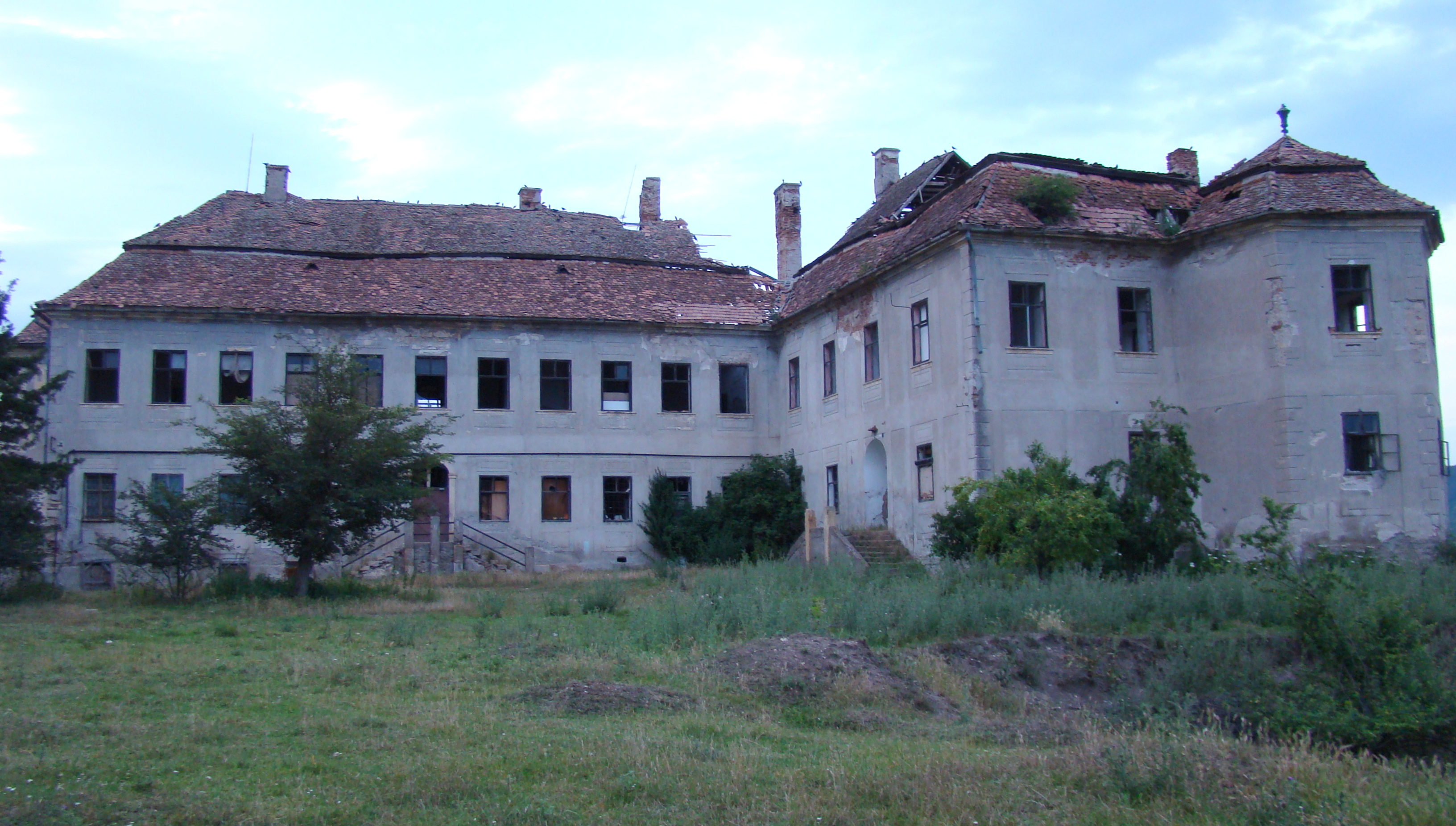
Castelul Kemény-Bánffy